# Danionella cerebrum
Danionella cerebrum (лат.) — вид пресноводных лучепёрых рыб из отряда карпообразных. Распространен в Юго-Восточной Азии на юге Бирмы, где обитает в низинных ручьях и небольших реках с мутной водой, в частности на южных и восточных склонах горного хребта Пегу. Размер взрослой рыбы этого вида составляет всего 10—13,5 мм, а объём мозга составляет всего 0,6 мм³, то есть эти рыбки обладают самым маленьким мозгом у взрослых особей из всех известных видов позвоночных животных.
Изначально вид Danionella cerebrum был ошибочно идентифицирован как Danionella translucida из-за значительного сходства и схожего географического распространения этих двух видов.
Рыбки вида Danionella cerebrum издают самый громкий звук среди всех известных видов рыб аналогичного размера. В воде в непосредственной близости от рыбки, на расстоянии около 10 мм, этот звук имеет громкость около 140 децибел, что сравнимо со звуком выстрела. С увеличением расстояния от рыбки звук ослабевает и на расстоянии 1 метра его амплитуда составляет около 108 децибел, что, однако, всё равно примерно эквивалентно шуму бульдозера. Бо́льшая часть этого звука отражается обратно в воду, поэтому, когда человек находится рядом с аквариумом с этими рыбками, он слышит эти импульсы как непрерывный жужжащий звук. Исследователи предполагают, что такие звуки эти рыбки издают для общения между собой. Хотя существуют рыбы, такие как северная рыба-мичман и бородатый тёмный горбыль, издающие и более громкие звуки, все они намного крупнее Danionella cerebrum. Из всех известных рыб подобного размера этот вид издаёт самые громкие звуки. Механизм издавания такого звука связан с плавательным пузырём. Когда рыбка сокращает мышцы, они натягивают ребро, что создает напряжение в небольшом хряще, находящемся внутри мышцы. Когда хрящ отпускается, он ударяет по плавательному пузырю, в результате чего производится этот громкий звук. Такие звуки издают только самцы этого вида, и только находясь в группе. Некоторые из них издают более громкие звуки, чем другие. Исследователи заметили, что когда в большом аквариуме содержатся около восьми самцов, трое из них доминируют в произведении звука, в то время как остальные ведут себя тихо, не издавая таких звуков. Поэтому учёные предполагают, что в группах самцов этих рыбок существует некая иерархия. По мнению исследователей, развитие способности издавать такие громкие звуки, которые помогают этим рыбкам общаться, произошло в результате их постоянного обитания и эволюции в мутных водах, где визуальные сигналы не действуют.